# Johannes Meister (Politiker)
Johannes Meister (* 24. September 1892 in Dienstädt; † 8. April 1966 in Vellmar) war ein deutscher Jurist, von 1932 bis 1945 Staatsrat (NSDAP) im Land Thüringen und von 1935 bis 1942 Oberbürgermeister der Stadt Nordhausen.

## Leben
Johannes Meister wurde als Sohn eines Pfarrers geboren. Er studierte Rechtswissenschaften in Jena und promovierte dort im Jahr 1922. Nach der zweiten juristischen Staatsprüfung war er von 1923 bis 1927 Hilfsrichter an verschiedenen Amtsgerichten sowie den beiden Landgerichten Rudolstadt und Altenburg. Von 1927 bis 1933 arbeitete er als Amtsgerichtsrat in Ebeleben.
Meister trat zum 1. Dezember 1929 der NSDAP bei (Mitgliedsnummer 178.129). Vom 26. August 1932 bis 7. Mai 1933 war er als Staatsrat für Sondershausen Mitglied ohne Geschäftsbereich in der Regierung Sauckel des Landes Thüringen. Auch in der  nachfolgenden Regierung Marschler trug er bis 1945 den Titel Staatsrat.
Ab 1935 bekleidete Meister mehrere Posten innerhalb der Partei; er war u. a. Leiter des NSDAP-Ortsgerichtes Meiningen-Stadt, Kreisleiter des NS-Beamtenbundes, Kreisleiter im Kreis Sondershausen und NSKK-Standartenführer.
Als Nachfolger von Heinz Sting wurde er am 6. April 1935 in das Amt als Oberbürgermeister der Stadt Nordhausen eingeführt. Zuvor war er seit dem 1. April 1933 Oberbürgermeister von Meiningen gewesen. Bei einem Autounfall am 16. Oktober 1936 wurde Meister schwer verletzt und am 31. März 1942 schließlich aus gesundheitlichen Gründen vorzeitig in den Ruhestand versetzt. Am 9. Mai 1943 wurde Herbert Meyer neuer Oberbürgermeister von Nordhausen.
Meister lebte bis 1945 in Nordhausen und wurde dort im April 1945 durch die US-amerikanische Armee verhaftet. Er blieb bis 1948 in Darmstadt und Wiesbaden interniert. 1948 wurde er als Minderbelasteter durch die Spruchkammer Hofgeismar eingestuft und  zu einer neunmonatigen Haftstrafe auf Bewährung verurteilt. 1949 stufte ihn die Spruchkammer Kassel nur noch als Mitläufer ein. Den Antrag auf Zulassung als Rechtsanwalt lehnte das hessische Justizministerium ab.
Meister verstarb am 8. April 1966 in Vellmar.